# Процесс шестнадцати (1880)
Проце́сс шестна́дцати — первый судебный процесс над членами «Народной воли». Состоялся в Петербургском военно-окружном суде 25—30 октября (6—11 ноября) 1880 года.

## Участники процесса

### Председатель суда
- Председатель Санкт-Петербургского военно-окружного суда генерал-майор С. А. Лейхт.

### Государственный обвинитель
- Военный прокурор Санкт-Петербургского военно-окружного суда действительный статский советник И. Д. Ахшарумов
- Помощник государственного обвинителя подполковник Кудрявцев.

### Защитники
- Кандидаты на военно-судебные должности: коллежские секретари С. П. Марголин, К. И. Аполлонов, А. В. Дзенциолл, М. Н. Кисличный; губернские секретари А. А. Ходнев, В. К. Китаевский.

### Подсудимые и приговор
1. Булич А. П. — ссылка в Сибирь
2. Бух Н. К. — 15 лет каторги
3. Грязнова М. В. — ссылка в Сибирь
4. Дриго В. В. — ссылка в Сибирь
5. Зубковский А. А. — 15 лет каторги
6. Зунделевич А. И. — вечная каторга
7. Иванова С. А. — 4 года каторги
8. Квятковский А. А. — смертная казнь через повешение
9. Кобылянский Л. А. — 20 лет каторги
10. Мартыновский С. И. — 15 лет каторги
11. Окладский И. Ф. — вечная каторга
12. Пресняков А. К. — смертная казнь через повешение
13. Тихонов Я. Т. — вечная каторга
14. Фигнер E. Н. — ссылка в Сибирь
15. Цукерман Л. И. — 8 лет каторги
16. Ширяев С. Г. — вечная каторга

## История
Центральными фигурами процесса были 5 членов Исполнительного комитета «Народной воли» Аарон Зунделевич, Александр Квятковский, Степан Ширяев, Николай Бух, София Иванова, представшие перед судом. Участниками процесса были также активные члены «Народной воли» Андрей Пресняков, Евгения Фигнер и другие. Все подсудимые обвинялись в принадлежности к «Народной воле». Кроме того, Квятковский обвинялся в подготовке двух покушений на императора Александра II (2 апреля 1879 года и 5 февраля 1880 года), Ширяев — в попытке цареубийства 19 ноября 1879 года, Пресняков — в подготовке цареубийства и убийстве агента Департамента полиции.
Не предстал перед судом член партии «Народная воля» Г. Д. Гольденберг. Во время следствия прокурор А. Ф. Добржинский убедил его дать информацию о деятелях партии. Гольденберг дал правдивые показания и рассказал в пояснительной записке обо всех известных ему членах партии. 15 июля 1880 года он покончил с собой, повесившись в камере на полотенце. Информация, предоставленная Гольденбергом, стала основой обвинения народовольцев на процессе.
Квятковский и Ширяев выступили с программными революционными речами.

## Приговор
Первоначально пятеро подсудимых — Квятковский, Ширяев, Тихонов, Окладский и Пресняков — были приговорены к смертной казни, однако, опасаясь, что казнь сразу пятерых произведёт «крайне тягостное впечатление» в обществе, министр внутренних дел Лорис-Меликов предложил ограничиться казнью двоих. В окончательной форме приговор был объявлен 31 октября (12 ноября) 1880 года.
Присуждались: к ссылке на поселение в отдаленнейшие места Сибири Е. Н. Фигнер; к ссылке на поселение не в столь отдаленные места М, В. Грязнова; к ссылке в Томскую губ.: В. В. Дриго и А. П. Булич; к каторге: на 4 г. С. А. Иванова; на 8 лет Л. И. Цукерман; на 15 лет А. А. Зубковский, Н. К. Бух, С. И. Мартыновский; на 20 лет Л. А. Кобылянский, А. И. Зунделевич; к бессрочной каторге: С. Г. Ширяев, Я. Т. Тихонов, И. Ф. Окладский, и к смертной казни: А. А. Квятковский и А. К. Пресняков.
Земский врач А. П. Булич и управляющий имением члена «Земли и Воли» Д. А. Лизогуба В. В. Дриго обвинялись в принадлежности к партии «Народная воля» и в передаче денег террористам. Оба сотрудничали со следствием и судом, дали правдивые показания и подали после оглашения приговора прошения о помиловании.
Подал прошение о помиловании член киевской организации «Земля и Воля» А. А. Зубковский, который и не был народовольцем.
Недостаточную твёрдость во время следствия и суда, по мнению народовольцев, показала М. В. Грязнова, чем вызвала порицание осуждённых сопроцессников.
И. Ф. Окладский после оглашения приговора стал сотрудничать с Департаментом полиции, был помилован, в дальнейшем стал секретным сотрудником полиции и работал им до Февральской революции 1917 года.
13 января 1925 года он был приговорён советским судом к смертной казни с конфискацией имущества. Учитывая давность совершённых преступлений и преклонный возраст Окладского, приговор был заменён на 10 лет тюремного заключения.